# Pezodrymadusa affinis
Pezodrymadusa affinis är en insektsart som först beskrevs av Bolívar, I. 1899.  Pezodrymadusa affinis ingår i släktet Pezodrymadusa och familjen vårtbitare. Inga underarter finns listade i Catalogue of Life.